# Alexandru Moruzi (chirurg)
Alexandru Moruzi (n. 18 februarie 1900, București, România – d. 7 mai 1957, Kansas City, Missouri, SUA]), fiul lui George Moruzi și al Adinei Știrbey, a fost un medic neurochirurg, profesor universitar la Facultatea de Medicină din Iași, șeful primului serviciu de neurochirurgie din Iași.

## Biografie
Alexandru Moruzi a urmat cursurile Facultății de Medicină din Paris unde s-a format ca neurochirurg sub îndrumarea profesorilor Robineau și De Martel. Alexandru Moruzi este numit profesor la Facultatea de Medicină din Iași în 1935, creând primul serviciu de neurochirurgie din Iași la Spitalul „Caritatea”. Organizează ulterior Serviciul de Neurochirurgie de la Spitalul Socola.
După instalarea regimului comunist, pentru a nu fi arestat, părăsește țara în mod clandestin cu un avion al Crucii Roșii suedeze la 19 mai 1947. A emigrat în Elveția, Venezuela și în SUA, obținând recunoașterea titlul de profesor, dar nemaiputând să exerseze neurochirurgia.